# Moscow Raceway
Moscow Raceway – tor wyścigowy znajdujący się w Wołokołamsku, w obwodzie moskiewskim. Tor jest położony 97 kilometrów od stolicy Rosji, Moskwy.

## Historia
We wrześniu 2008 planowano, aby na tym torze organizować wyścigi Formuły 1. Oficjalna prezentacja projektu i ułożenie pierwszego kamienia na budowie odbyła się 1 października 2008 z udziałem projektanta torów wyścigowych Hermana Tilke i byłego kierowcy Formuły 1 Davida Coultharda. Jednak plan organizowania wyścigów F1 nie powiódł się. Hans Geist, który był wówczas dyrektorem projektu stwierdził, że można by na tym torze zorganizować wyścigi DTM lub Motocyklowych Mistrzostw Świata.  Budowa toru została wstrzymana na początku 2009. Została wznowiona w czerwcu 2010. Koszt budowy toru wyniósł 4,5 biliona rubli (150 milionów dolarów). Obiekt oficjalnie otwarto 13 lipca 2012.

## Wyścigi
Pierwszym wyścigiem, który odbył się na tym torze, był wyścig World Series by Renault. Odbył się on 14 lipca 2012. Natomiast pierwszym Rosjaninem, który wygrał wyścig na tym torze, był Daniił Kwiat. Wygrał on dwa wyścigi Europejskiego Pucharu Formuły Renault 2.0. Oba te wyścigi odbywały się w tym samym terminie.

## Konfiguracje toru
Toru można używać na 4 sposoby:

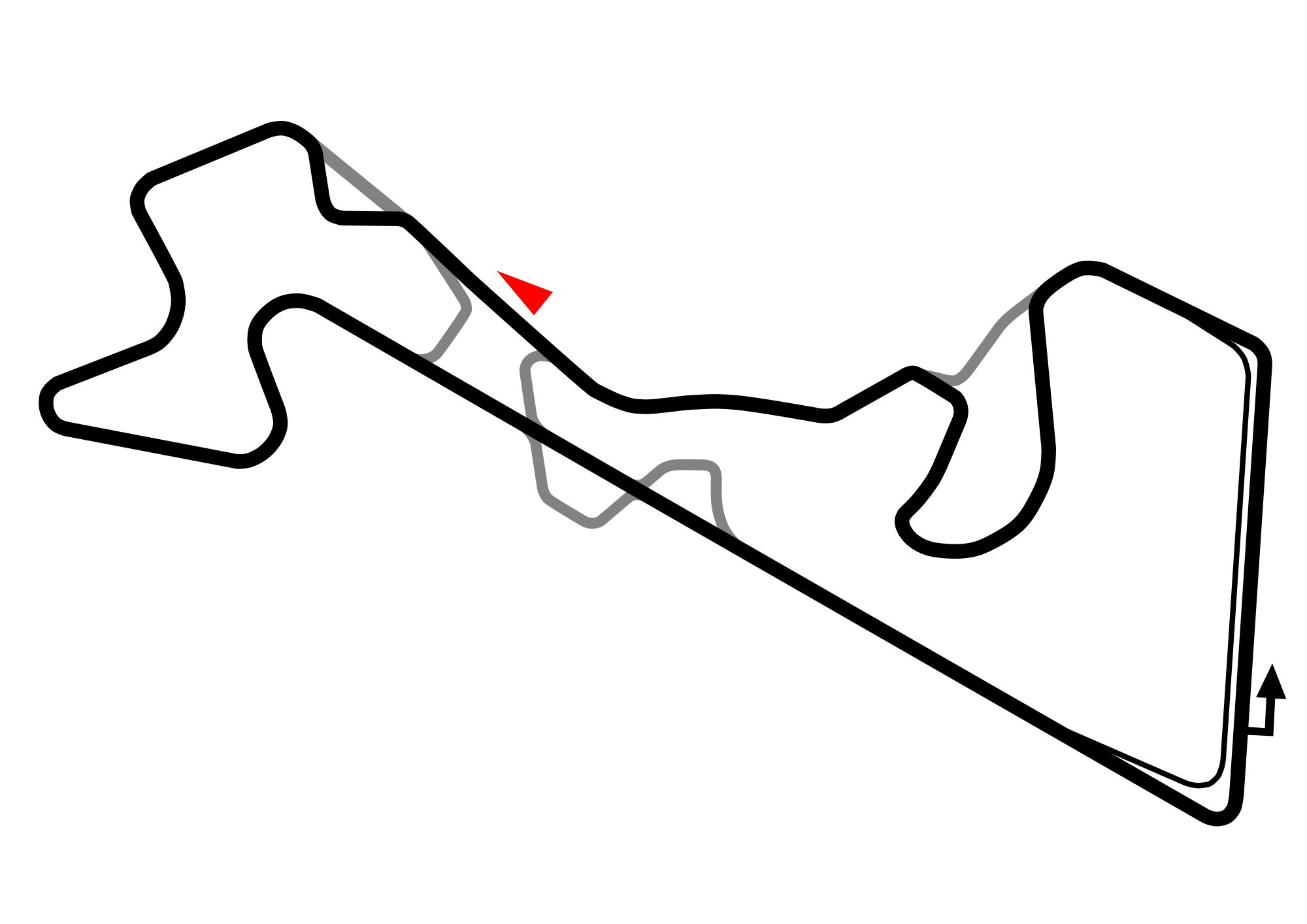
”Grand Prix Circuit”
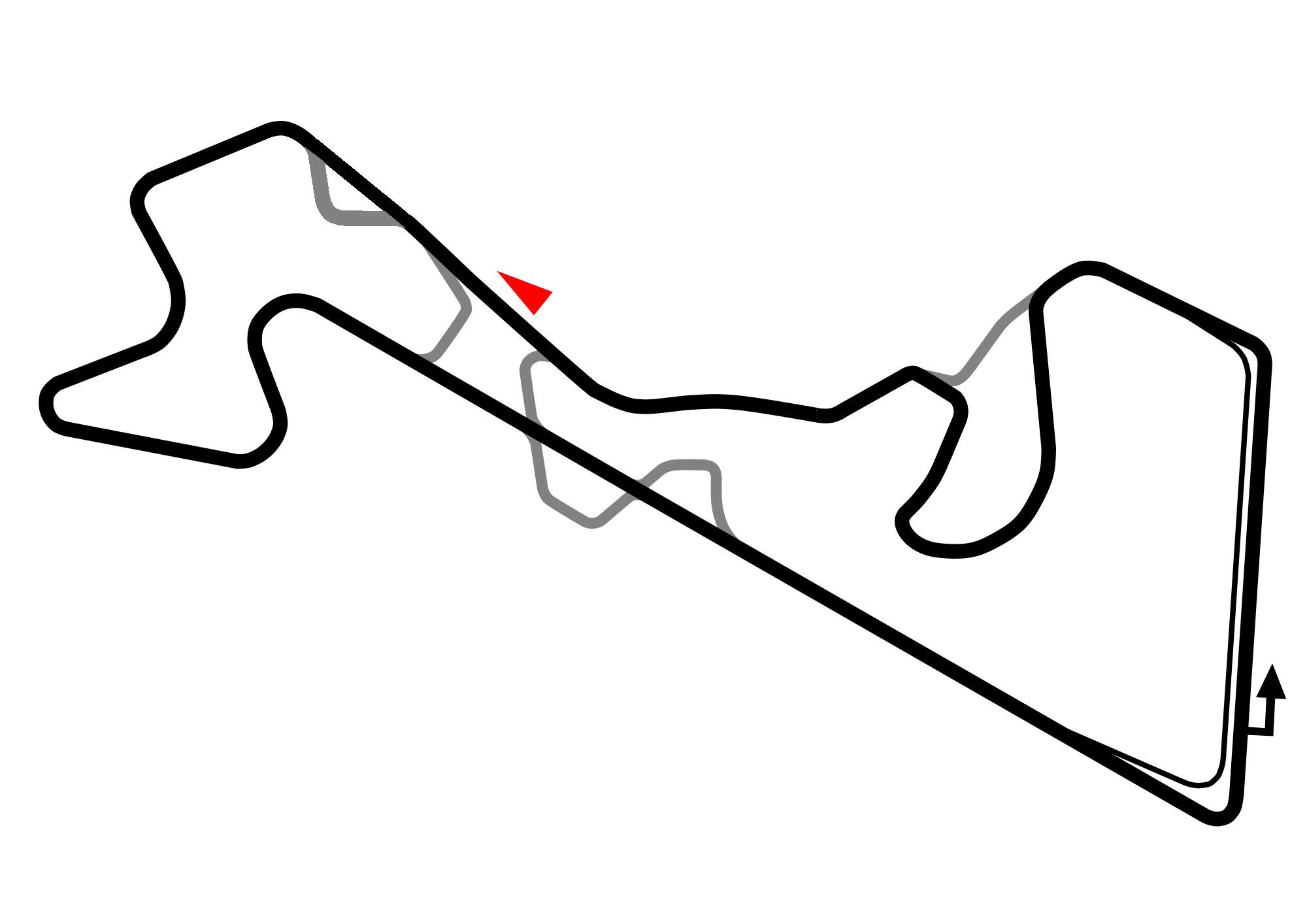
”Grand Prix Circuit” – Używany do wyścigów World Superbike
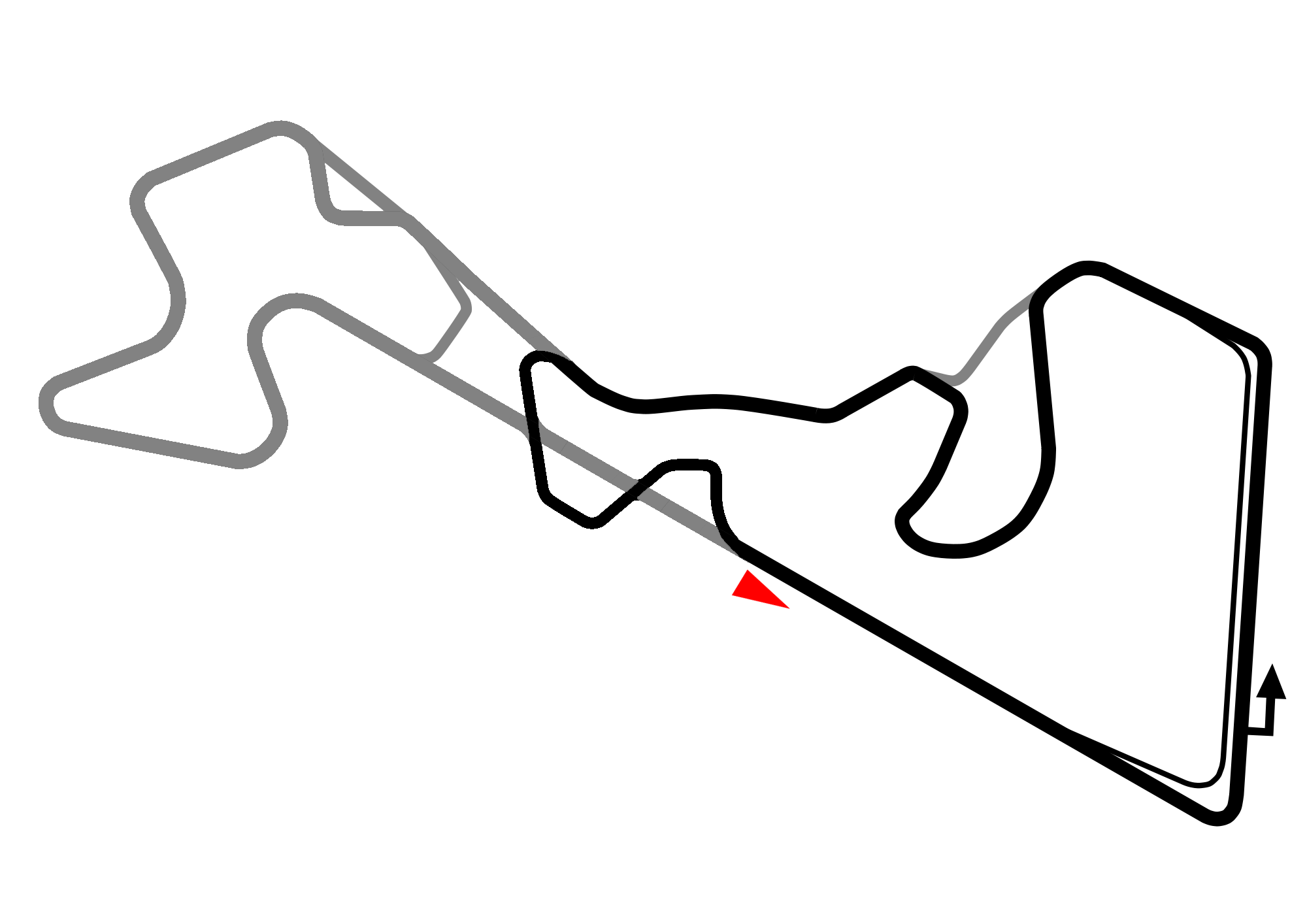
"Sprint Circuit"
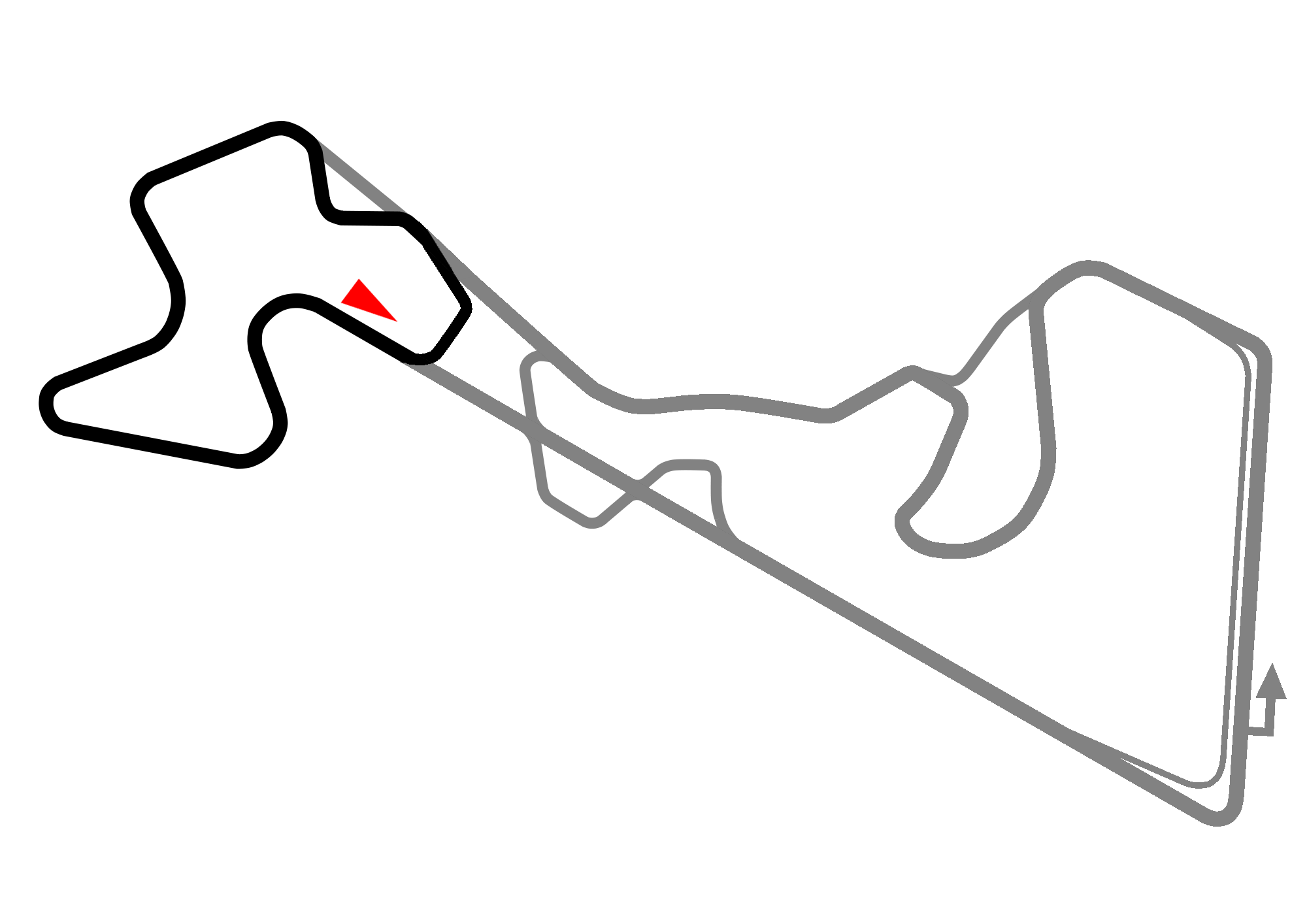
"Supersprint Circuit"